# Territorialisation
En science politique, la territorialisation est une approche des politiques publiques qui met l'accent sur les spécificités de chaque territoire, par opposition à une approche verticale organisant l'action publique par secteurs d'activités cloisonnés. 
Une politique publique peut être à la fois territorialisée et thématique. Elle peut de manière générale concerner toutes les politiques publiques ou cibler une politique précise (ex : « Territorialisation de l'enseignement supérieur et de la recherche »,).
La territorialisation suppose une appropriation d'un territoire qui peut prendre plusieurs formes (« juridique, économique (la propriété) ou symbolique (le sentiment d'appartenance, de connivence »...). En toute logique, la gestion des ressources naturelles et du risque peut aussi être en partie territorialisée (pour le risque sismique ou d’inondation par exemple
Dans le prolongement de l'acception géographique du terme, on parle également de territorialisation des entreprises. L'ancrage territorial des entreprises est une forme de territorialisation.
Le concept est également utilisé en philosophie, notamment sous la forme négative par Gilles Deleuze et Félix Guattari (déterritorialisation). 

## La territorialisation des politiques publiques
Elle passe par la définition et la mise en œuvre d'une stratégie de développement qui permet d'adapter les politiques sectorielles aux enjeux locaux et donc aux contraintes et opportunités locales et à leurs évolutions (on parle par exemple de territoires « en mutation » ou « en recomposition »). 
Plus globalement, la territorialisation désigne un processus visant une construction du « territorial » ; où le territorial est une représentation du territoire, c'est-à-dire, une construction identitaire par différents acteurs sur plusieurs échelles.
Elle a un impact sur la construction et l'évaluation des programmes et des processus décisionnels ainsi que sur l'organisation des services.
Les études portent sur la mise en place de politiques nationales à l'échelle locale (la politique culturelle, la politique éducative de l’Éducation Nationale..) ou de politiques européennes (notamment la PAC).

## Le cas du territoire numérique
Les limites du territoire peuvent dans certains contextes devenir plus floues, avec par exemple des territoires virtuels ou des territoires numériques, dans le cyberespace, susceptibles de faire l'objet de politiques publiques et même d'un aménagement numérique des territoires,Bakis, H. (2010). TIC et aménagement numérique des territoires. Sem Numerica, DigiPolis, «Territoires numériques intelligents, les Technologies de l’Information et de la Communication (TIC): des outils au service du développement territorial», Montbeliard, 26-27.